# Promet Francuske
Francuska raspolaže suvremenom i djelotvornom prometnom mrežom. Cestovni sustav, osobito gust u pariškoj regiji s nizom velikih arterija koje se od glavnoga grada šire na sve strane, razgranat je po cijeloj zemlji. Na Azurnoj obali turizam se naglo razvio i zbog autocesta koje povezuju Francusku s Italijom i Španjolskom. Francuski prometni sustav čvrsto se oslanja na željeznicu zahvaljujući širokoj i djelotvornoj mreži u koju je uključen i željeznički "dragulj" TGV (superbrzi vlak), koji putuje brzinom od 300 km na sat i stiže iz Pariza u Lyon za malo više od 2 sata, a iz Pariza u Bordeaux za 3 sata. Francuska je povezana s Ujedinjenim kraljevstvom trajektnim linijama između Calaisa i Folkestonea, te Eurotunelom, željezničkim tunelom ispod La Manchea dugačkim 50 km koji je otvoren 1994. Pariz ima zračnu luku koja je druga po veličini u Europi poslije londonske, a ujedno među najvećima u svijetu. Air France je vodeća europska aviokompanija. Letovi Concordea, nadzvučnog zrakoplova englesko-francuske proizvodnje, koji su započeli 1976. povezivati Francusku sa SAD-om za nekoliko sati, prekinuti su 2000. godine zbog teške nesreće, a 2003. otišli su u povijest. Razvoj zračnog prometa, od osamdesetih godina do danas, smanjio je obujam pomorskoga trgovačkog prometa koji je nekad bio jako intenzivan. Najvažnije francuske luke su Marseille, Le Havre, Dunkerque, Rouen, Nantes i Bordeaux. Niz umjetnih kanala omogućuje plovidbu unutrašnjošću. Najvažniji je Južni kanal koji povezuje Garonnu i Rhonu.